# ОШ „Иво Андрић” Радинац
ОШ „Иво Андрић” Радинац, насељеном месту на територији града Смедерево, основана је око 1841. године.
Настава у садашњој школској згради матичне школе почела је 5. септембра 1980. године. Школа у Радинцу има 16 учионица, кабинет за информатику, кабинет за техничко и информатичко образовање, мултимедијалну учионицу, библиотеку, фискултурну салу и кухињу, са пространим школским двориштем где су изграђени сви потребни терени за наставу физичког васпитања као и забавним парком за ученике млађег узраста. 
Школа у Раљи има три учионице, зборницу, кухињу и школско двориште са изграђеним тереном за мале спортове. Школа у Врбовцу има четири учионице, зборницу, библиотеку, кабинет за информатику и кухињу. У школском дворишту налазе се терени за мале спортове.
За вишегодишње изузетне резултате и допринос развоју образовања школа је добила низ значајних признања међу којима је и Светосавска повеља 2006. године.